# Adisura litarga
Adisura litarga là một loài bướm đêm trong họ Noctuidae.